# Marieberg (Stockholm)
Pour les articles homonymes, voir Marieberg.
Marieberg est un quartier du district de Kungsholmen de Stockholm en Suède.

## Description
Marieberg est un quartier situé sur l'île de Kungsholmen, dans le centre-ville de Stockholm.
Marieberg fait partie du district de Kungsholmen.
Le quartier est situé à l'ouest de Fridhemsgatan et Riddarfjärden, au sud de Drottningholmsvägen et à l'est d'Essingeleden et Viktor Rydbergs gata.
Au sud, Marieberg borde la Mariebergsfjärden.
Sa superficie est de 0,66 kilomètres carrés.
Marieberg a été créé en 1938.
Son paysage est aujourd'hui dominé par la tour DN-skrapan, haute de 84 mètres, qui abrite les rédactions du Dagens Nyheter et de l'Expressen.
Les Archives nationales de Suède et l'École normale supérieure de Stockholm (sv) se trouvent également à Marieberg.

## Lieux et monuments
Les bâtiments les plus anciens de Marieberg comprennent, entre autres, la Villa Adolfsberg en contrebas de Mariebergsbron en direction de Lilla Essingen.
À son est, à mi-chemin de Smedsuddsbadet, se trouve le Camp de scoutisme marin de de Saint Georges dans la ferme minière de Triewald.
Au nord-ouest de Marieberg se trouve la première maison étroite de Stockholm à Wennerbergsgatan 3-7 (année de construction 1943-1944, dans le quartier Signallyktan) selon les plans de l'architecte Edvin Engström pour la  Stockholms Kooperativa Bostadsförening.
Au Västerbroplan, diverses agences gouvernementales se sont installées au fil des ans (par exemple, l'Agence des routes et des eaux (sv)).
Aujourd'hui, l' agence nationale de la santé et de la protection sociale (sv) y est installée.
Au début des années 2000, l'école normale supérieure avait ses locaux dans l'ancien hôpital psychiatrique de Konradsberg et l'école populaire de Fredhälls.
Le Campus Konradsberg a été créé pour l'École des professeurs, qui a été agrandi avec plusieurs nouveaux bâtiments.
Quelques années seulement après son emménagement, l'Université de Stockholm a décidé que le Collège des professeurs serait intégré aux autres activités de l'université à Frescati et les locaux du Campus Konradsberg ont donc été progressivement libérés.
Le propriétaire de l'époque, Akademiska Hus (sv), a ensuite choisi de développer le Campus Konradsberg en un campus scolaire pour les écoles ayant des compétences particulières, parmi lesquelles la Manillaskolan et l'école Fredhälls folkskola, ainsi que l'école internationale Montessori de Stockholm.

## Galerie

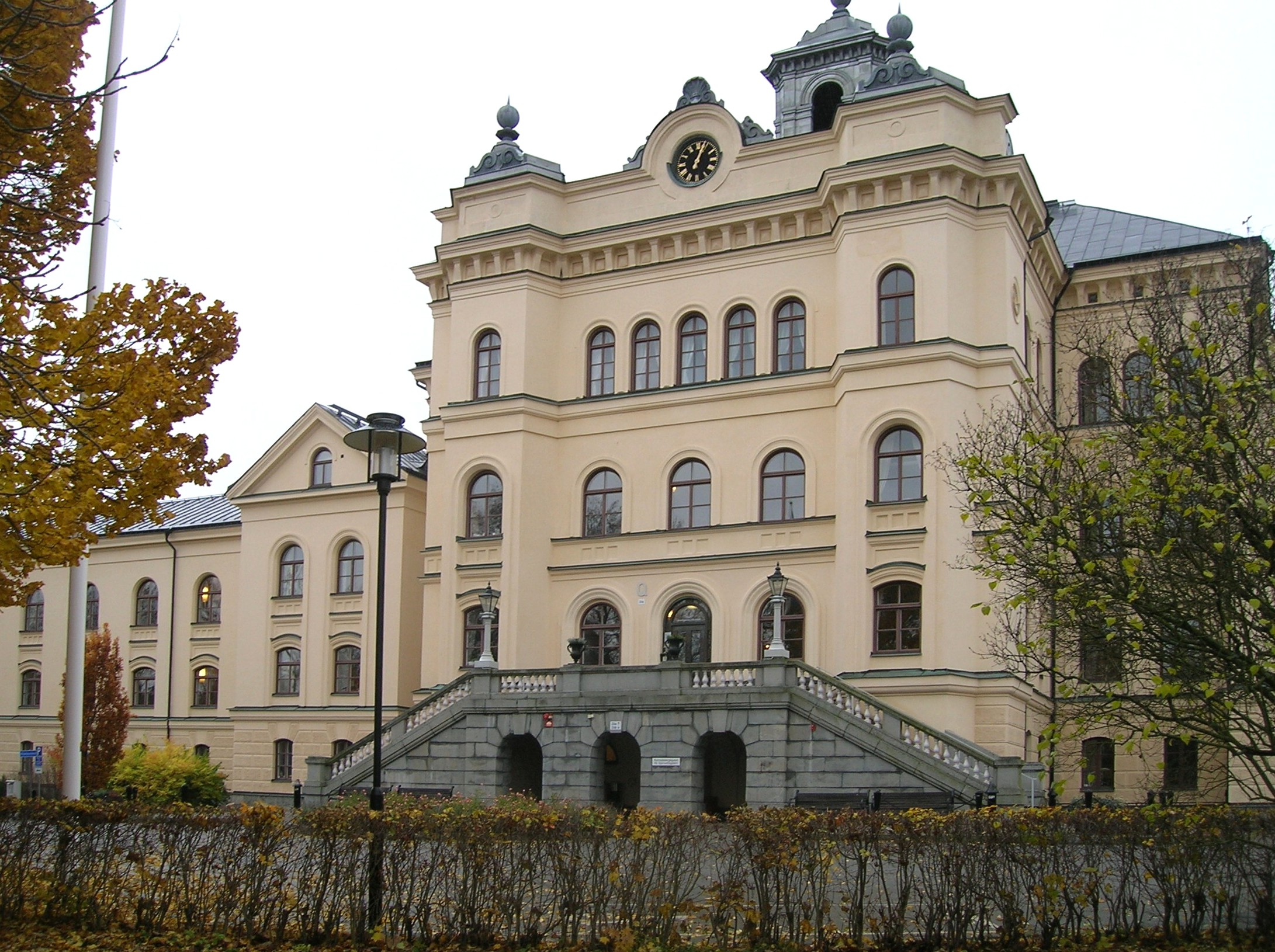
École normale supérieure de Stockholm (sv).
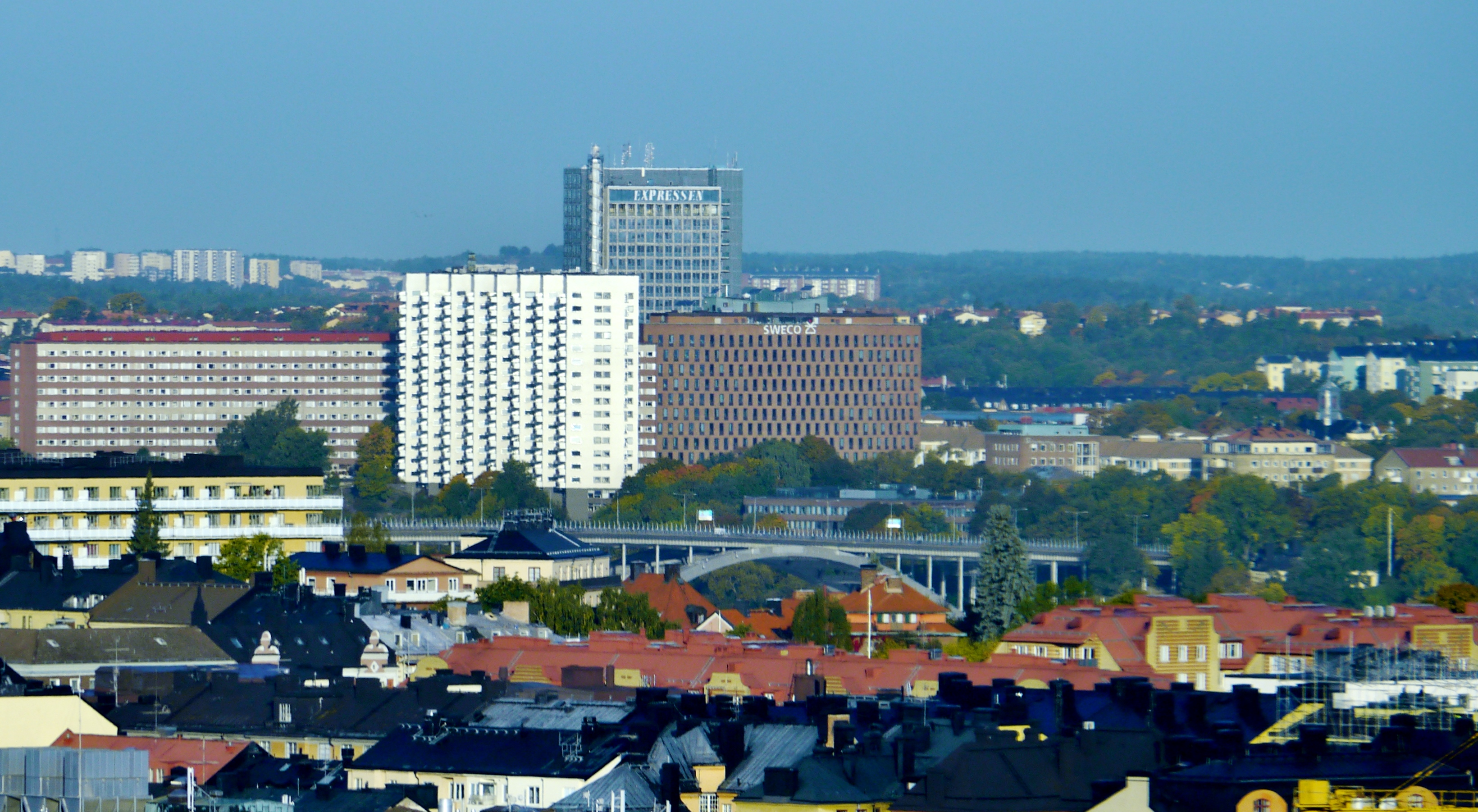
Bâtiments, du Dagens Nyheter et du Svenska Dagbladet à Marieberg,
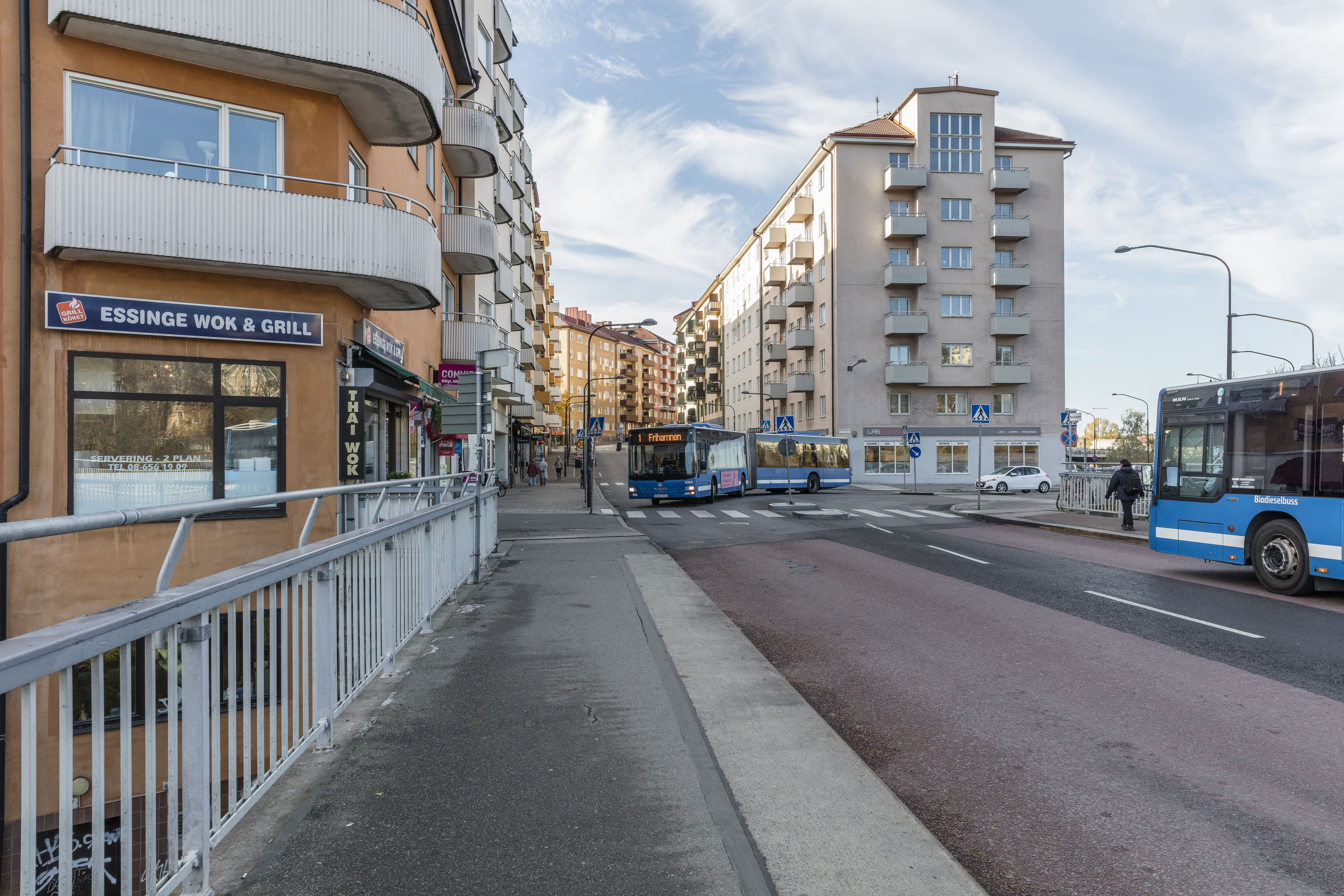
Mariebergsbron.
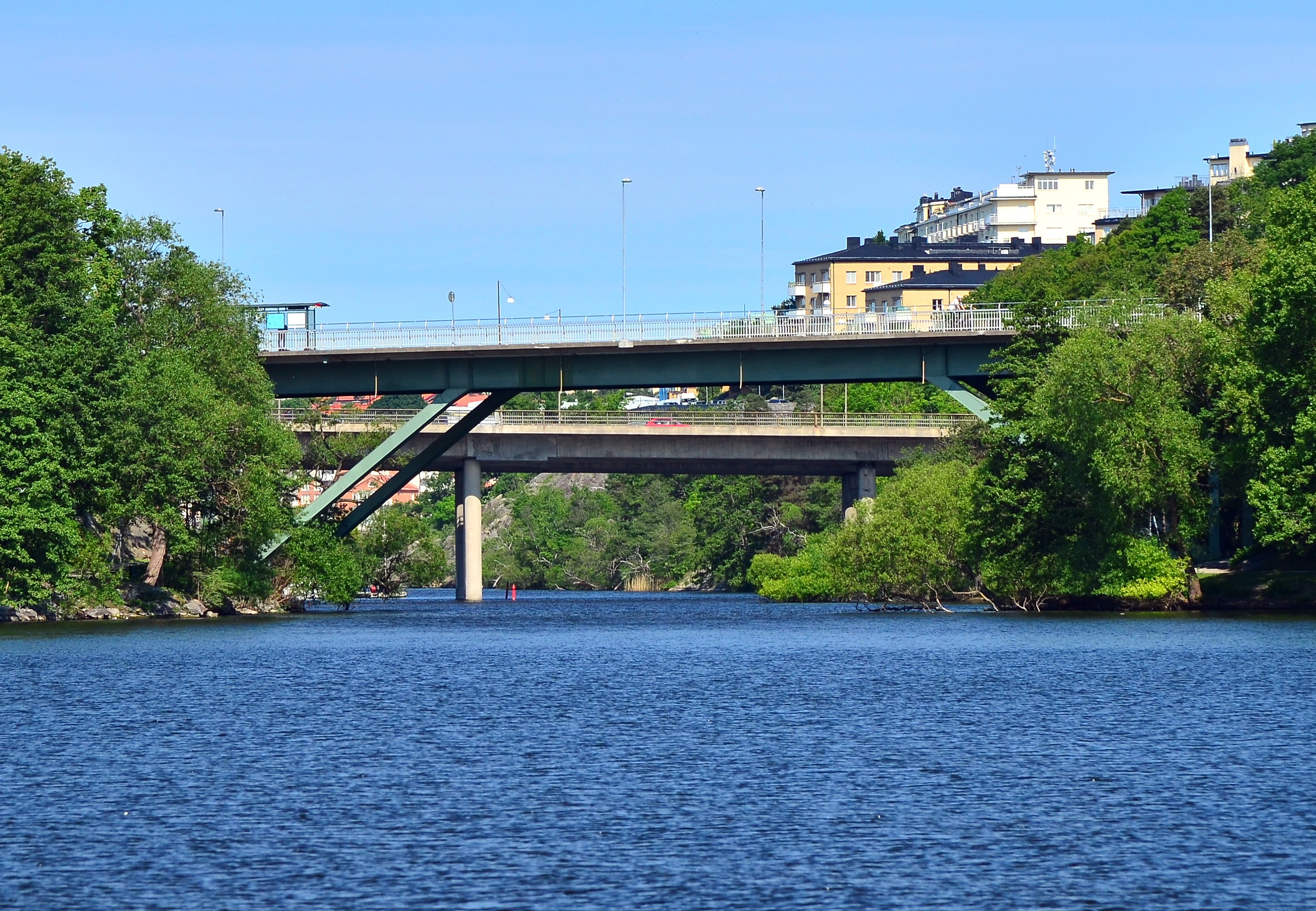
Mariebergssundet entre Lilla Essingen et Marieberg.